# Gonzalo Redondo
Gonzalo Redondo Gálvez (Don Benito, 1936-Pamplona, 18 de abril de 2006) fue un sacerdote e historiador español, especializado en el estudio de la historia de la Iglesia en España y el franquismo, profesor en la Universidad de Navarra. Era miembro del Opus Dei.

## Biografía
En 1957 se licenció en Historia y en 1964 fue ordenado sacerdote. Estuvo influido por el pensamiento del escritor santanderino Marcelino Menéndez Pelayo y por el fundador del Opus Dei, Josemaría Escrivá de Balaguer. Su primer trabajo importante fue Las empresas políticas de José Ortega y Gasset: "El Sol," "Crisol," "Luz" (1970), su tesis doctoral. En 1993 publicó Historia de la Iglesia en España 1931-1939, dividida en dos volúmenes: «La Segunda República (1931-1936)» y «La Guerra Civil (1936-1939)». También fue autor de Historia de la Iglesia en el mundo contemporáneo (1979).
Su última obra fue Política, cultura y sociedad en la España de Franco (1939-1975), que consta de dos volúmenes: el I, «La configuración del Estado español, nacional y católico (1939-1947)» (1999), y el II, «Los intentos de las minorías dirigentes de modernizar el Estado tradicional español (1947-1956)», subdividido a su vez en otros dos tomos individuales «II-1 (1947-1951)» (2005) y «II-2 (1951-1956)» (2009). En el primero de los volúmenes denomina al régimen franquista una «democracia orgánica».

## Homenaje
La Facultad de Filosofía y Letras de la Universidad de Navarra le homenajeó el 5 de abril de 2008 en un acto académico presidido por el rector Ángel J. Gómez Montoro. En el acto intervinieron: Antonio Fontán, expresidente del Senado, en calidad de primer director del Instituto de Periodismo de la Universidad de Navarra; José Luis Illanes Maestre, director del Instituto Histórico Josemaría Escrivá y miembro de la Pontificia Academia de Teología; y tres discípulos del profesor Redondo: Álvaro Ferrary, Mercedes Montero y Enrique Alcat.

## Obras
- Las empresas política de José Ortega y Gasset: "El Sol", "Crisol", "Luz" (1917-1934), Ed. Rialp. 1970.
- Razón de esperanza, Ed. Eunsa, Pamplona, 1977.
- La iglesia en el mundo contemporáneo, 1. De Pío VI a Pío IX (1775-1878), Ed. Eunsa, Pamplona, 1979.
- La iglesia en el mundo contemporáneo, 2. De León XIII a Pío XI (1878-1939), Ed. Eunsa, Pamplona, 1979.
- De las revoluciones al liberalismo. La época romático-liberal, Ed. Eunsa, Pamplona, 1985.(coautor con José Luis Comellas)
- La Iglesia en la edad contemporánea, Ed. Palabra, Madrid, 1985.
- Historia universal. XII. La consolidación de las libertades: (1870-1918), Ed. Eunsa, Pamplona, 1989.
- Historia universal. XIII. Las libertades y las democracias: (1918-1945), Ed. Eunsa, Pamplona, 1989.
- Historia de la Iglesia en España, 1931-1939. T.1. La Segunda República (1921-1936), ed. Rialp, Madrid, 1993.
- Política, cultura y sociedad en la España de Franco (1939-1975), I: «Configuración del Estado español, nacional y católico (1939-1947)», Ed. Eunsa, Pamplona, 1999.
- Política, cultura y sociedad en la España de Franco (1939-1975), II/1: «Los intentos de las minorías dirigentes de modernizar el Estado tradicional español (1947-1956)», Ed. Eunsa, Pamplona, 2005.
- Historia de la Iglesia en España. 1931-1939. T.2. La guerra civil. 1936-1939, Ed. Rialp, Madrid, 1993.
- Política, cultura y sociedad en la España de Franco (1939-1975), II/2: «Los intentos de las minorias dirigentes de modernizar el Estado tradicional español (1947-1956)», Ed. Eunsa, Pamplona, 2009.